# Аеродром Порто
Аеродром „Франсиско Са Карнеиро” (порт. Francisco Sá Carneiro Airport) је међународни аеродром другог по значају града Португалије, Портоа. Он је удаљен 11 km северозападно од града. 
Аеродром у Порту је друга по прометности ваздушна лука Португалије - 2022. године кроз аеродром је прошло преко 12 милиона путника. 
Аеродром је авио-чвориште за нискотарифне авио-превознике „Рајанер” и „Изиџет”. 